# L’Île-d’Yeu
L’Île-d’Yeu – miejscowość i gmina we Francji, w regionie Kraj Loary, w departamencie Wandea.
Według danych na rok 1990 gminę zamieszkiwało 4941 osób, a gęstość zaludnienia wynosiła 212 osób/km² (wśród 1504 gmin Kraju Loary L’Île-d’Yeu plasuje się na 86. miejscu pod względem liczby ludności, natomiast pod względem powierzchni na miejscu 444.).